# Ловел, Фрэнсис, 1-й виконт Ловел
Фрэнсис Ловел (англ. Francis Lovell; 1457—1488 или позже) — английский аристократ, 9-й барон Ловел из Тичмарша и 6-й барон Холланд с 1465 года, 1-й виконт Ловел с 1483 года, кавалер ордена Подвязки. Участвовал в Войнах Алой и Белой розы на стороне Йорков. Был другом и ближайшим советником Ричарда III, сражался при Босворте в 1485 году, после поражения продолжил борьбу против Генриха Тюдора. В 1486 году совместно с сэром Хамфри Стаффордом поднял восстание в Йоркшире, в 1487 году вместе с Джоном де ла Полем поддержал самозванца Ламберта Симнела. В битве при Стоук-Филд был разбит, оказался в Шотландии, после этого пропал без вести.

## Биография
Фрэнсис Ловел родился в 1459 году и стал единственным сыном Джона Ловела, 8-го барона Ловела из Тичмарша, и Джейн Бомонт, дочери Джона Бомонта, 1-го виконта Бомонта. Его предки по мужской линии владели землями в ряде английских графств (в первую очередь в Чешире и Йоркшире), вызывались в парламент как бароны Ловел с 1299 года, а позже унаследовали титул баронов Холланд. Через предков по женской линии Фрэнсис обладал правами и на баронию Дейнкур. Он рано потерял отца — в январе 1465 года. Король Эдуард IV из Йоркской династии передал его под опеку своего кузена Ричарда Невилла, 16-го графа Уорика, на племяннице которого, Энн Фицхью, барон женился в 1466 году. В 1469 году Уорик и тесть Ловела, 5-й барон Фицхью, перешли на сторону Ланкастеров в Войнах Алой и Белой розы; в связи с этим Эдуард IV выдал Ловелу официальное помилование в сентябре 1470 года. После гибели Уорика король сделал опекуном Фрэнсиса своего зятя Джона де ла Поля, 2-го герцога Саффолка (1471). При этом наследство бабки барона, Элис Дейнкур, после её смерти в феврале 1474 года перешло под опеку короны.
В 1477 году Ловел был признан совершеннолетним. В 1480 году, во время подготовки к походу на Шотландию, его назначили командующим войсками в северном райдинге Йоркшира, в 1482 году барон принял участие в северной кампании под началом герцога Ричарда Глостерского, младшего брата короля. Во время этого похода, под Бервиком, Ловел был посвящён в рыцари. В январе 1483 года он получил титул виконта.
Дальнейшее возвышение сэра Фрэнсиса связано с Ричардом Глостерским. После смерти Эдуарда IV в апреле 1483 года герцог, ставший лордом-протектором, назначил Ловела главным дворецким Англии и передал ему замок и поместье Торп-Уотервилл в Нортгемптоншире, из-за которого виконт долго спорил с Ричардом Греем (пасынком покойного короля). В июне того же года герцог стал королём под именем Ричарда III, а сэр Фрэнсис — лордом-камергером, констеблем замка Уоллингфорд и кавалером ордена Подвязки. На коронации Ричарда Ловел нёс меч правосудия. Осенью 1483 года, когда Генри Стаффорд, герцог Бекингем, поднял мятеж в западных графствах, сэр Фрэнсис получил от Ричарда широкие полномочия для формирования армии. Впрочем, один из слуг виконта, набравший от его имени отряд в Оксфордшире, перешёл на сторону мятежников; это говорит о том, что Ловел мало контролировал ситуацию в Центральной Англии, хотя и владел там землями.
После разгрома повстанцев сэр Фрэнсис получил новые владения из числа тех, что были конфискованы у Бекингема и его сторонников. Он считался теперь одним из фактических правителей королевства, о чём говорит, в частности, история с публикацией Уильямом Коллингборном 18 июля 1484 года сатирического стихотворения: «Кот, крыса и собака Ловелл правят всей Англией при борове» (The Catte, the Ratte and Lovell our dogge rulyth all Englande under a hogge). «Крыса» здесь Ричард Рэтклифф, «кот» — Уильям Кейтсби, а «боров» — сам король, чьей эмблемой была голова вепря. Коллингборна за эти строки приговорили к жестокой казни через повешение, потрошение и четвертование.
Летом 1485 года, когда появилась угроза высадки в Англии Генриха Тюдора (ланкастерского претендента на престол), Ловелу было поручено охранять южное побережье. Однако Тюдор высадился близ Милфорд-Хейвена в Уэльсе. Сэр Фрэнсис успел присоединиться к Ричарду III, чтобы принять участие в битве при Босворте 22 августа. Некоторые ранние источники утверждают, будто он погиб в схватке, но в действительности виконт смог спастись бегством. Первый же парламент Тюдора, захватившего престол, объявил Ловела изменником, конфисковал его владения и титулы. Сэр Фрэнсис продолжил борьбу: весной 1486 года он попытался совместно с сэром Хамфри Стаффордом поднять восстание в Йоркшире, но не нашёл поддержки у местных магнатов и снова бежал. Некоторое время виконт скрывался в Ланкашире, у сэра Томаса Браутона, а потом оказался в Брюгге, при дворе Маргариты Йоркской, вдовствующей герцогини Бургундской. Там весной 1487 года к нему присоединился сын его опекуна Саффолка Джон де ла Поль, граф Линкольн. Получив от Маргариты корабли, бароны высадились в Ирландии с отрядом немецких наёмников и 24 мая организовали коронацию в Дублинском соборе «короля Эдуарда VI» (это был мальчик по имени Ламберт Симнел, выдававший себя за Эдуарда Уорикского). 4 июня мятежники высадились в Англии, в Ланкашире, и двинулись на юг. 16 июня произошла решающая битва при Стоук-Филд, близ Ньюарка (Ноттингемшир), в которой йоркисты были разгромлены. Линкольн погиб в схватке, Ловел бежал.
По-видимому, сразу после разгрома виконт направился на север; именно в этом направлении вела поиски его жена (но найти супруга ей не удалось). В июне 1488 года сэр Фрэнсис находился в Шотландии, и местный король Яков IV гарантировал ему безопасность. После этого Ловел уже не упоминается в надёжных источниках. В июле 1491 года «простой и бедный человек» из Йорка, по слухам, разговаривал с виконтом в Шотландии, но впоследствии он отрицал сам факт этого разговора. Ходили слухи, будто Ловел долго жил в Англии в каком-то потайном месте — пещере или подвале. В 1708 году в поместье Минстер-Ловелл в Оксфордшире действительно была найдена тайная комната, в которой за столом с книгами и рукописями сидел скелет. Возможно, это были останки Фрэнсиса Ловела.

## Семья и наследство
До 17 февраля 1466 года Фрэнсис Ловел женился на Энн Фицхью — дочери Генри Фицхью, 5-го барона Фицхью, и Элис Невилл. Этот брак остался бездетным. Энн с декабря 1489 года получала от короны ежегодную ренту в 20 фунтов, а умерла она не раньше 1495 года. Теоретические права на наследство Ловелов перешли к сёстрам сэра Фрэнсиса — Джоан, жене сэра Брайана Стэплтона, и Фридесвиде, жене Эдуарда Норриса. Впоследствии король Генрих VIII передал их наследникам часть земель Бомонтов, но титулы Ловела так и не были восстановлены.

## Память
Фрэнсис Ловел является одним из действующих лиц в пьесе Уильяма Шекспира «Ричард III». Он стал персонажем романа Филиппы Грегори «Белая принцесса» и одноимённого телесериала (2017), где его сыграл Энтони Фланаган.
Некоторые историки считают восстание Ловела и ла Поля финальным этапом Войн Алой и Белой розы.